# Marvel Unlimited
Pour les articles homonymes, voir Marvel (homonymie).
Marvel Unlimited, ex-Marvel Digital Comics Unlimited est un service internet fourni par la société Marvel Entertainment distribuant les anciennes publications de Marvel Comics. Le service a été lancé le 13 novembre 2007 et comptabilise depuis plusieurs milliers de numéros dans ses archives,.
Marvel fournit un service au travers de Marvel Digital Comics Unlimited que son éternel concurrent DC Comics n'a pas encore égalé malgré l'existence de plusieurs méthodes de distribution numérique.

## Historique
En 1996, Marvel Comics lance un premier service de publication de magazine sur internet nommé Marvel CyberComics. Il est renommé durant la présidence de Bill Jemas (2000-2004) par DotComics. En 2002, le service compte une vingtaine de numéros par publications mais en 2004, le nombre est réduit à 12 numéros.
En 2005, la direction annonce le remplacement de DotComics par Marvel Digital Comics, service qui reprend la même interface en flash avec quelques améliorations mineures tout en réduisant le nombre de numéros de 12 à 4. À la même époque, l'éditeur en chef Joe Quesada évoque la possibilité d'ajouter de l'animation aux comics, ce qui ne sera réalisé qu'en 2009 avec la sortie d'un épisode de Spider-Woman en motion comic.
En avril 2006, le service qui grossit modestement atteint les 24 comics avant d'être relancé en novembre 2007 sous le nom de Marvel Digital Comics Unlimited. Cette nouvelle version est un service par abonnement qui permet d'accéder à plus de 2 500 comics avec des ajouts hebdomadaires. Au début de ce nouveau service quelques titres avaient été proposés gratuitement pour attirer les futurs abonnés et pour déterminer le mode d'abonnement (mensuel ou annuel).
Pour répondre aux peurs des libraires et vendeurs de comics, Dan Buckley a promis qu'un délai minimum de six mois espacerait la publication papier et celle numérique. Mais Marvel a modifié cette règle en 2008 afin de permettre la sortie de Secret Invasion: Home Invasion, publié numériquement avant de sortir en librairie et faisant partie du projet Secret Invasion. Depuis plusieurs titres sont sortis en exclusivité sur internet, dont 
- une histoire de Fin Fang Foom écrite par Scott Gray et Roger Langridge[14].
- Marvels Channel: Monsters, Myths and Marvels de Frank Tieri et Juan Santacruz[15]
- American Eagle: Just a Little Old-Fashioned Justice de Jason Aaron[16]
- Kid Colt de Tom DeFalco[17]

Le 13 octobre 2009, le site a lancé la version 3 de son lecteur de comics en ligne qui inclut différentes améliorations dont la lecture en mode pleine page, les miniatures de toutes les pages et un moteur de recherche des publications liées à celle consultée. Conjointement, le site Marvel Digital Comics Unlimited a signé des accords avec différents sites commerciaux dont Panelfly, Comixology et iVerse pour vendre à l'unité des versions numériques des comics à destination des iPhone et iPod Touch. La déclinaison sur PlayStation Portable, annoncée en aout 2009, était prévue pour décembre 2009,
Le 11 mars 2013, Marvel annonce que le service change de nom pour devenir Marvel Unlimited et qu'il sera disponible sur iOS.